# Johan Niclas Ahl
Johan Niclas Ahl, född 21 januari 1765 i Skogs socken, Gävleborgs län, död 27 augusti 1817 i Sala, var en svensk läkare, tecknare och kopparstickare.
Ahl blev medicine doktor 1789 och var verksam som stads-physicus i Sala från 1796. Bland hans bevarade arbeten märks ett förslag till en minnesvård över Carl von Linné utfört i kopparstick 1793 samt kopparstick över etnologiska föremål till Carl Peter Thunbergs Resa uti Europa, Africa, Asia, förrättad åren 1770-1778 band I-V utgiven 1788-1793. Han var son till kaplanen Pehr Ahl och Elisabeth Grönlund. Ahl är representerad vid Nationalmuseum i Stockholm.